# آلة لصق
آلة التثبيت أو آلة اللصق هي آلة تثبت الطوابع البريدية على ظرف أو بطاقة بريدية أو غلاف. ظهرت آلات التثبيت لأول مرة في خمسينيات القرن التاسع عشر، ولكنها لم تُستخدم على نطاق واسع حتى أوائل القرن العشرين. صُنعت آلات لصق الطوابع بسبب الحاجة إلى لصق الطوابع ميكانيكيًا لمعالجة البريد بكميات كبيرة. وكان السبب الثانوي للآلات هو جعل سرقة الطوابع أكثر صعوبة، للموظفين الذين لديهم إمكانية الوصول إلى مخزون كبير من الملفات. أنشئت أول آلة واسعة الانتشار في عام 1884 على يد إنجل فرانكموسلر، وهو نرويجي، وهو الذي ابتكر "آلة لصق الطوابع البريدية" كما كانت تسمى آنذاك، وكانت عبارة عن آلة قوية تعمل بالكرنك وكانت فعالة ولكنها عرضة للتلاعب.

## روابط خارجية
- ثقوب خاصة على طوابع لفائف آلة البيع والتثبيت في الولايات المتحدة
- قصة شركات التثقيب الخاصة : آلات تثبيت وبيع طوابع الملف المصورة
- تاريخ غير كامل لآلات لصق الطوابع
- لفات الطوابع GB - التثبيت والبيع